# Tiết khí sư cuối cùng
Tiết khí sư cuối cùng (tiếng Anh: The Last Airbender) là một bộ phim điện ảnh Mỹ thuộc thể loại hành động – phiêu lưu – kỳ ảo công chiếu năm 2010 do M. Night Shyamalan viết kịch bản, đạo diễn và đồng sản xuất. Do Nickelodeon Movies sản xuất và Paramount Pictures phân phối phát hành, bộ phim là bản chuyển thể từ mùa đầu tiên của loạt phim hoạt hình Avatar: The Last Airbender, với sự tham gia của Noah Ranger trong vai nhân vật chính Aang, cùng sự góp mặt của các diễn viên phụ gồm Dev Patel, Nicola Peltz và Jackson Rathbone trong các vai Zuko, Katara và Sokka. Bộ phim theo chân Aang, một Avatar trẻ tuổi buộc phải làm chủ cả bốn nguyên tố khí, nước, lửa và đất và khôi phục lại sự cân bằng cho thế giới để ngăn chặn Hỏa Quốc thao túng chinh phục cả Thủy tộc và Thổ Quốc.
Việc phát triển cho bộ phim bắt đầu vào tháng 1 năm 2007, với việc tuyển chọn diễn viên và thực hiện sản xuất tiền kỳ diễn ra trong năm 2008. Bộ phim khai máy khởi quay vào tháng 3 năm 2009 và kết thúc vào tháng 9 năm 2009, với lịch trình quay sơ bộ được diễn ra tại Greenland trong hai tuần, và phần còn lại của bộ phim được quay tại các địa điểm chính trên khắp Pennsylvania của Mỹ. Việc sản xuất hậu kỳ bắt đầu vào tháng 8 và mất vài tháng để hoàn thành do sự phong phú của hiệu ứng hình ảnh. Cái tên Avatar đã bị loại khỏi tiêu đề của bộ phim để tránh nhầm lẫn với Avatar của James Cameron.
Bộ phim Tiết khí sư cuối cùng có buổi công chiếu lần đầu tại thành phố New York vào ngày 30 tháng 6 năm 2010, và được Paramount Pictures phát hành dưới định dạng 3D tại Mỹ vào ngày 2 tháng 7 và tại Việt Nam vào ngày 16 tháng 7 cùng năm. Sau khi ra mắt, bộ phim nhìn chung nhận về những lời nhận xét tiêu cực từ giới chuyên môn cũng như khán giả xem phim và những người hâm mộ bản phim gốc, với một số người cho rằng đây là một trong những bộ phim dở nhất mọi thời đại từng được thực hiện. Đa số nhà phê bình cũng như khán giả đều chỉ trích về phần diễn xuất, cách đạo diễn bộ phim, kịch bản, phân cảnh hành động, hiệu ứng hình ảnh 3D cũng như thiếu tôn trọng nguyên tác và các nhân vật, mặc dù số người còn lại đánh giá cao phần nhạc phim của James Newton Howard. Việc tuyển chọn diễn viên để tham gia bộ phim cũng gây nên tranh cãi lớn khi đội ngũ làm phim cố tình tẩy trắng các nhân vật vốn dĩ là những người gốc Á để làm tươi mới cho tác phẩm. Tác phẩm thu về 319,7 triệu USD trên toàn thế giới so với kinh phí sản xuất lên đến 150 triệu USD.
Tại giải Mâm xôi vàng lần thứ 31, Tiết khí sư cuối cùng bị dẫn đầu danh sách đề cử với 9 hạng mục được đề cử, và giành được 5 hạng mục, trong đó có Phim dở nhất, Kịch bản dở nhất, Đạo diễn dở nhất và Nam diễn viên phụ dở nhất. Bộ phim vốn dĩ sẽ là phần phim đầu tiên trong dự án ba phần phim dựa trên ba mùa của bản gốc, nhưng do doanh thu thấp cũng như phản ứng tiêu cực của công chúng nên dự án cuối cùng phải hủy bỏ.